# آرآر دانلی
آرآر دانلی (انگلیسی: RR Donnelley) شرکت انتشارات آمریکایی است، که در سال ۱۸۶۴ تأسیس شد.